# Naturschutzgebiet Elpetal bei Gevelinghausen
Das Naturschutzgebiet Elpetal bei Gevelinghausen mit einer Größe von 37,4 ha liegt südwestlich bzw. westlich Gevelinghausen im Stadtgebiet von Olsberg im Hochsauerlandkreis. Das Gebiet wurde 2004 mit dem Landschaftsplan Olsberg durch den Hochsauerlandkreis als Naturschutzgebiet (NSG) ausgewiesen. Das NSG besteht aus drei Teilflächen, die nur durch schmale Streifen von zwei Straßen voneinander getrennt sind. Die nördlichen Abschnitte der Elpe im NSG stellen seit 2004 auch eine Teilfläche des Fauna-Flora-Habitat-Gebietes (FFH) Ruhr (Natura 2000-Nr. DE-4614-303) im Europäischen Schutzgebietssystem nach Natura 2000 dar. Der Sportplatz von Gevelinghausen und die Kreisstraße 15 grenzen direkt an die Nordfläche des NSG.

## Gebietsbeschreibung
Beim NSG handelt es sich um den Fluss Elpe und die Flussaue. Angrenzend finden sich im Westen Weihnachtsbaumkulturen und im Norden intensiv bewirtschaftetes Weideland an. Die Elpe weist ein gut strukturiertes, naturnahes Flussbett mit Sand- und Kiesbänken auf. Im südwestlichen Bereich befindet sich ein Felsbereich der bis in das Flussbett hinein reicht. Am Prallhang an der Westufer des Flusses steht ein Eichen-Buchenwald, in den lokal Hainbuche eingestreut ist. Durch den Wald führt ein Wanderweg, der im südlichen NSG-Teil die Elpe kreuzt. Dort steht im NSG eine Grillhütte. Das südöstliche NSG-Ende bildet ein flussbegleitender Fichtenbestand in den örtlich Erlen eingestreut sind. Hier steht ein Becken zum Wassertreten. Nördlich des Flusses liegen Fettweiden die intensiv beweidet werden. Schmale Bereiche entlang des Flusses weisen Magerkeitszeiger auf und sind als gesetzlich geschützte Biotope nach § 30 BNatSchG ausgewiesen. Im Südosten befindet sich hochstaudenreiches Feuchtgrünland, dass ebenfalls als gesetzlich geschützte Biotop ausgewiesen wurde. Die Weiden sind in diesem Bereich zum Teil flachgründig und stellenweise tritt Fels offen zutage. Zwischen den beiden Weideflächen im NSG befindet sich eine Hecke mit sehr altem Eichenbestand, der dicht mit Flechten bewachsen ist. Diese Hecke erstreckt sich in West-Ost-Richtung und geht an ihrem Westende in eine zweite Baumreihe über, die sich von Nord nach Süd erstreckt und an ihrem südlichen Ende in einen als gesetzlich geschützte Biotop ausgewiesenen Auenwald übergeht. Ihr folgt ein kleiner Bachlauf. Östlich an den Auenwald angrenzend steht eine Pappelanpflanzung. Im Gebiet finden sich alte Einzelbaumbestände aus Eichen, die zum Teil mehrere hundert Jahre alt und reich mit Flechten bewachsen sind.
Der zentrale Bereich direkt an der Elpe wurde 2015 vom Hochsauerlandkreis angekauft um das Gebiet optimal zu schützen. In diesem Bereich steht eine etwa zweihundert Jahre alte imposante Esche. Sie ist vermutlich Teil eines damals gepflanzten Arboretums.
Das Fachinformationssystem des Landesamtes für Natur, Umwelt und Verbraucherschutz Nordrhein-Westfalen dokumentiert zum NSG: Es hat als grünlandgenutztes Flusstal zudem besondere Bedeutung als Trittstein- und Refugialbiotop im regionalen Biotopverbund von Grünlandbachtälern.

## Tier- und Pflanzenarten im NSG
Im NSG kommen seltene Tier- und Pflanzenarten vor. Es wurden die FFH-Arten Teichfledermaus, Groppe und Bachneunauge im Schutzgebiet nachgewiesen.
Auswahl vom Landesamt dokumentierter Pflanzenarten im Gebiet: Besenheide, Bitteres Schaumkraut, Blasenflechte, Borstgras, Echte Nelkenwurz, Echter Baldrian, Echtes Mädesüß, Echtes Springkraut, Eichenmoos, Einbeere, Flutender Wasserhahnenfuß, Frauenfarn, Gefurchte Schüsselflechte, Gelbe Schwertlilie, Gewöhnliche Pestwurz, Gewöhnlicher Gilbweiderich, Gewimpertes Kreuzlabkraut, Gras-Sternmiere, Großes Windröschen, Hain-Gilbweiderich, Hain-Sternmiere, Kohldistel, Kriechender Hahnenfuß, Magerwiesen-Margerite, Mittleres Hexenkraut, Platismatia glauca, Quell-Sternmiere, Rote Lichtnelke, Ruprechtskraut, Schlangen-Knöterich, Scharfer Hahnenfuß, Sumpf-Storchschnabel, Sumpf-Vergissmeinnicht, Sumpf-Ziest, Trompetenflechte, Ufer-Schnabeldeckelmoos, Vielblütige Weißwurz, Wald-Ziest, Welliges Sternmoos, Gewelltes Plattmoos, Wiesen-Labkraut, Wildes Silberblatt.

## Schutzzweck

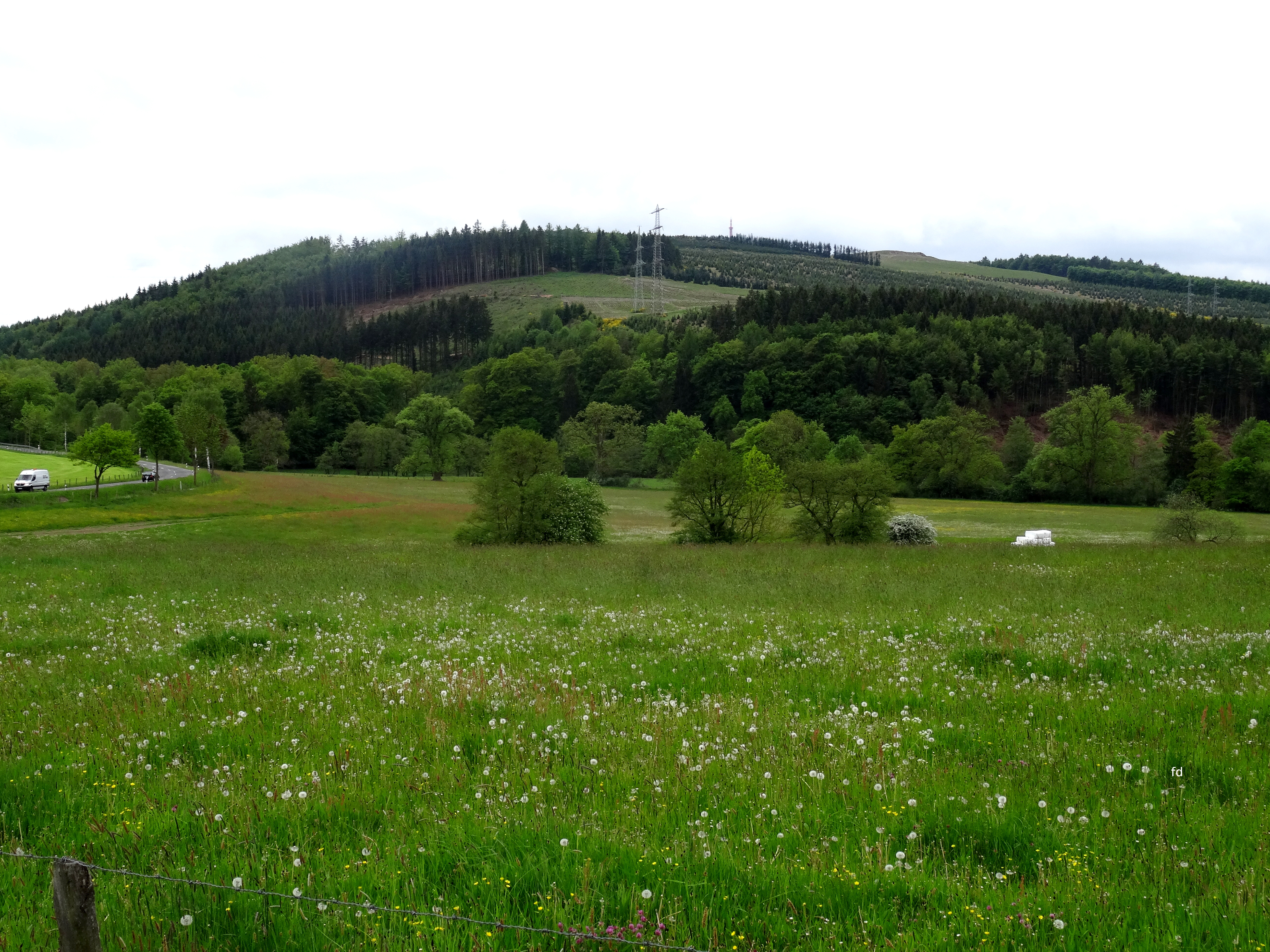
NSG von Nordosten

Im NSG sollen die Elpe und die Aue geschützt werden. Wie bei allen Naturschutzgebieten in Deutschland wurde in der Schutzausweisung darauf hingewiesen, dass das Gebiet „wegen der Seltenheit, besonderen Eigenart und Schönheit des Gebietes“ zum Naturschutzgebiet wurde.